# Ron Marlenee
Ronald Charles Marlenee, detto Ron (Scobey, 8 agosto 1935 – Bozeman, 26 aprile 2020), è stato un politico statunitense, membro della Camera dei Rappresentanti per lo stato del Montana dal 1977 al 1993.

## Biografia
Nato e cresciuto nel Montana, Marlenee studiò alla Montana State University e all'Università del Montana per poi intraprendere il mestiere di fattore.
Entrato in politica con il Partito Repubblicano, nel 1976 si candidò alla Camera dei Rappresentanti per il seggio lasciato dal Partito Democratico John Melcher e riuscì ad essere eletto.
Negli anni successivi fu rieletto per altri sette mandati, finché nel 1992 lo stato del Montana perse un distretto congressuale e perciò Marlenee si ritrovò a concorrere per la rielezione contro l'altro collega in carica, il democratico John Patrick Williams, che lo sconfisse. Ron Marlenee lasciò così il Congresso dopo sedici anni di permanenza.